# Reichstagspräsident (Deutschland)
Der Reichstagspräsident, auch Präsident des Reichstags, war der Vorsitzende des Reichstages im Norddeutschen Bund, im Kaiserreich und in der Weimarer Republik.

## Norddeutscher Bund und Deutsches Kaiserreich
Wahl und Befugnisse des Reichstagspräsidenten waren nicht in der Verfassung geregelt (vergleiche Artikel 20 bis 31 der Reichsverfassung).
Der einzige Reichstagspräsident in der Zeit des Norddeutschen Bundes (1867–1870) war Eduard von Simson. Er hatte bereits der Frankfurter Nationalversammlung und dem Volkshaus des Unionsparlamentes vorgesessen.
Reichstagspräsidenten in der Zeit des Deutschen Kaiserreiches waren:
- Eduard von Simson, 23. März 1871 – 9. Februar 1874[1]
- Max von Forckenbeck (Nationalliberale), 9. Februar 1874 – 20. Mai 1879[2]
- Otto Theodor von Seydewitz (Konservative), 21. Mai 1879 – 13. Februar 1880
- Adolf von Arnim-Boitzenburg (Reichspartei), 13. Februar 1880 – 16. Februar 1881[3]
- Gustav Konrad Heinrich von Goßler (Deutschkonservative), 17. Februar – 19. November 1881
- Albert von Levetzow (Deutschkonservative), 19. November 1881 – 22. November 1884[4]
- Wilhelm von Wedell-Piesdorf (Deutschkonservative), 22. November 1884 – 23. November 1888[5]
- Albert von Levetzow (Deutschkonservative), 23. November 1888 – 4. Dezember 1895[6]
- Rudolf von Buol-Berenberg (Zentrum), 4. Dezember 1895 – 7. Dezember 1898[7]
- Franz von Ballestrem (Zentrum), 7. Dezember 1898 – 20. Februar 1907[8]
- Udo zu Stolberg-Wernigerode (Deutschkonservative), 20. Februar 1907 – 19. Februar 1910 (†)[9]
- Hans von Schwerin-Löwitz (Deutschkonservative), 1. März 1910 – 9. Februar 1912
- Peter Spahn (Zentrum), 9. – 10. Februar 1912 (Rücktritt)
- Johannes Kaempf (Freisinn), 14. Februar – 12. Oktober 1912 und 17. November 1912 – 25. Mai 1918 (†)[10]
- Constantin Fehrenbach (Zentrum), ab 8. Juni 1918[11]

Die Geschäftsordnung des Reichstags sah vor, dass das Präsidium (ein Präsident und zwei, ab Juni 1918 drei Vizepräsidenten) nicht nur zu Beginn einer Wahlperiode, sondern zu Beginn jeder Session gewählt werden sollte; zusätzlich sollte das Präsidium am Beginn der Wahlperiode vier Wochen nach einer provisorischen Wahl für den Rest der ersten Session bestätigt werden. Die Wahlen fanden häufig per Akklamation ohne formale Abstimmung statt.

## Weimarer Republik und Zeit des Nationalsozialismus
Während der Weimarer Republik wurde der Reichstagspräsident gemäß Art. 26 der Weimarer Reichsverfassung (WRV) vom Reichstag gewählt. Nach Art. 28 WRV übte er im Reichstagsgebäude Hausrecht und Polizeigewalt aus. Er war verantwortlich für die Verwaltung und den Haushalt des Reichstags und vertrat das Reich in diesen Angelegenheiten auch nach außen.
Während die vorgenannten Artikel nur von dem Präsidenten handelten, sprach Art. 40a WRV von dem Präsidenten des Reichstags. Hier wurden die Vorschriften über Immunität, Indemnität und Zeugnisverweigerungsrechte für auf den Reichstagspräsidenten entsprechend anwendbar erklärt.
Reichstagspräsidenten waren zu dieser Zeit:
- Paul Löbe (SPD), 1920–1924
- Max Wallraf (DNVP), 1924–1925
- Paul Löbe (SPD), 1925–1932
- Hermann Göring (NSDAP), 1932–1945

Der größte Teil der Amtszeit Görings fällt in die Zeit des Nationalsozialismus (1933–1945). Schon die Wahl vom März 1933 war nur bedingt frei, erst recht nicht die vom November desselben Jahres.